# Aleglitazar
Aleglitazar es un receptor peroxisoma proliferador-activado agonista (modulador PPAR) con afinidad por PPARα y PPARγ, el cual fue desarrollado por Hoffmann-La Roche para el tratamiento de diabetes mellitus tipo 2 que aún no ha llegado a la Fase III.